# Boner Records
Pour les articles homonymes, voir Boner.
Boner Records est un label indépendant basé à Berkeley (Californie) et dirigé par Tom Flynn. Fondé dans les années 1980, il a notamment publié des enregistrements de Fang, Verbal Abuse, MDC, Steel Pole Bath Tub, Melvins, The Warlock Pinchers et Bomb, avant de disparaître à la fin des années 1990.

## Source
- (en) Cet article est partiellement ou en totalité issu de l’article de Wikipédia en anglais intitulé « Boner Records » (voir la liste des auteurs).